# Positions Berlin Art Fair
Die POSITIONS Berlin Art Fair ist eine internationale Kunstmesse, die seit 2014 jährlich im Rahmen der Berlin Art Week stattfindet.

## Konzept der Messe
Die Aussteller der POSITIONS Berlin Art Fair sind international agierende Galerien und Kunsthändler. Hinzu kommen einzelne Sonderprojekte und Sammlungspräsentationen. Ein Schwerpunkt der gezeigten künstlerischen Positionen liegt im Bereich der zeitgenössischen Kunst, aber auch Kunst der Klassischen Moderne und der Nachkriegszeit und wird von den Ausstellern präsentiert. Mit dem Ziel, auch Positionen unterschiedlicher Epochen und Stile miteinander in Bezug setzten zu können, verzichtet die Messe bewusst auf eine Trennung in Form von Sektionen.
Charakteristisch für den formalen Auftritt der POSITIONS Berlin Art Fair ist die Architektur bestehend aus weißen Messekojen für Präsentationen von bis zu 4 Künstlern sowie Wänden für Einzelpräsentationen. Die von der Frankfurter Firma Leise Design entworfene Standkonzeption wird ergänzt durch ein Designkonzept für Messemöbel aus Pappwabenplatten.

## Geschichte und Veranstaltungsorte
Die erste Positions Berlin Art Fair wurde im September 2014 in den drei unteren Etagen des bis dahin weitgehend leer stehenden Kaufhaus Jandorf eröffnet, das neben dem Volkspark am Weinberg im Berliner Stadtteil Mitte liegt. Für die zweite Ausgabe zog die Messe in die erheblich größere Halle der Arena Berlin in Berlin-Treptow um. Mit gleichbleibend starker Teilnehmerzahl fand die dritte POSITIONS Berlin Art Fair 2016 im Postbahnhof am Ostbahnhof statt und kam für ihre 4. Ausgabe 2017 in die Arena Berlin zurück. 2018 eröffnet die POSITIONS Berlin Art Fair erstmals im ehemaligen Flughafen Berlin-Tempelhof. Seit ihrer Gründung ist die Messe ein fester Partner der Berlin Art Week.

## Rahmenprogramm
Im Rahmenprogramm der POSITIONS Berlin Art Fair finden jährlich zahlreiche Führungen, Preisverleihungen, Künstlergespräche, Performances, Sonderausstellungen und Präsentationen von Videokunst statt.

## Berlin Hyp-Förderpreis
In Kooperation mit der Berlin Hyp verleiht die Messe jährlich den Berlin Hyp-Förderpreis an junge Künstler, deren Arbeiten im folgenden Jahr jeweils in einer Einzelausstellung gezeigt werden.

## Preisträger Berlin Hyp-Förderpreis
- 2014:
  - Angelika Arendt
  - Olrik Kohlhoff

- 2015:
  - Franziska Stünkel
  - Tessa Wolkersdorfer
  - Nina Hannah Kornatz
  - Wolfgang Ganter

- 2016:
  - Peter Ruehle

- 2017:
  - Carolin Gasse
  - Marion Eichmann

- 2022:
  - Julian Arayapong
  - Rosanna Marie Pondorf

## Kunstvermittlung
In Kooperation mit dem Weiterbildungszentrum (WBZ) der Freien Universität Berlin „TAKE UP POSITION!“ veranstaltet die POSITIONS Berlin seit 2014 regelmäßig ein auf der Messe stattfindendes Seminar, in dem angehende Sammler und Interessierte Käufer sich über die persönliche Sichtweisen des Kaufens, Strategien beim Erwerb, Qualität und Wert der Kunst austauschen und informieren können.

## Sonderpräsentationen
Als Sonderpräsentationen auf der Messe sind neben Kojen wie jener der Stiftung Telefonseelsorge Berlin, der Peter-Christian Schlüschen Stiftung und der marke.6 mit den Gewinnern des Grafe-Kreativpreises an der Bauhaus-Universität Weimar regelmäßig auch größere Ausstellungen zu sehen:
- 2015 „Katzengold“ (zum 20-jährigen Bestehen des Landesverbandes Berliner Galerien (lvbg)[7])
- 2015 „Pararrayos – Zeitgenössische Kunst aus Mexiko“ (in Zusammenarbeit mit der Mexikanischen Botschaft Berlin)
- 2017 „Selected Positions“

## Veranstalter
Geschäftsführer und Direktor der POSITIONS Berlin ist Kristian Jarmuschek. Von 2005 bis 2013 war er Co-Direktor der von ihm mitbegründeten Messe Preview Berlin. 2012 war Kristian Jarmuschek Mitinitiator der Berlin Art Week. Co-Direktor der POSITIONS Berlin ist Heinrich Carstens.
Das seit Gründung der Messe bestehende, feste Organisationsteam der Positions Berlin hat auch die Veranstaltungen und Werbekampagnen „26 Positions“ (April/Mai 2015) und „XPositions“ sowie die Sonderausstellungen „Academy Positions“ (September 2017) und „Paper Positions“ im Bikini-Haus in Berlin (April/Mai 2016) realisiert. Am gleichen Ort eröffnete die paper positions  2017 erstmals als eigenständige Messe in Berlin und hatte im Herbst 2017 auch in München Premiere. 2018 wird die paper positions in Berlin (April), Basel (Juni) und München (Oktober) veranstaltet.